# Týr
A Týr Feröer legismertebb metalegyüttese. Zenéjükben a dallamos heavy metal keveredik népzenei elemekkel (feröeri balladák); leginkább a folk-metal vagy a viking metal stílusba sorolható. Jellemző még rá a tiszta énekhang és sok vokál. Egyediségét az adja, hogy dalaikban főleg feröeri nyelven szólalnak meg az angol mellett. Szövegeik alapja az északi skandináv mitológia; az együttes nevét a vikingek hadistenéről, Tyrről kapta. Feröeren a hagyományos dallamvilágot sokkal jobban megőrizte a szájhagyomány, mint bárhol máshol, így az együttes ebből merítve alakíthatta ki saját egyéni stílusát.

## Az együttes története

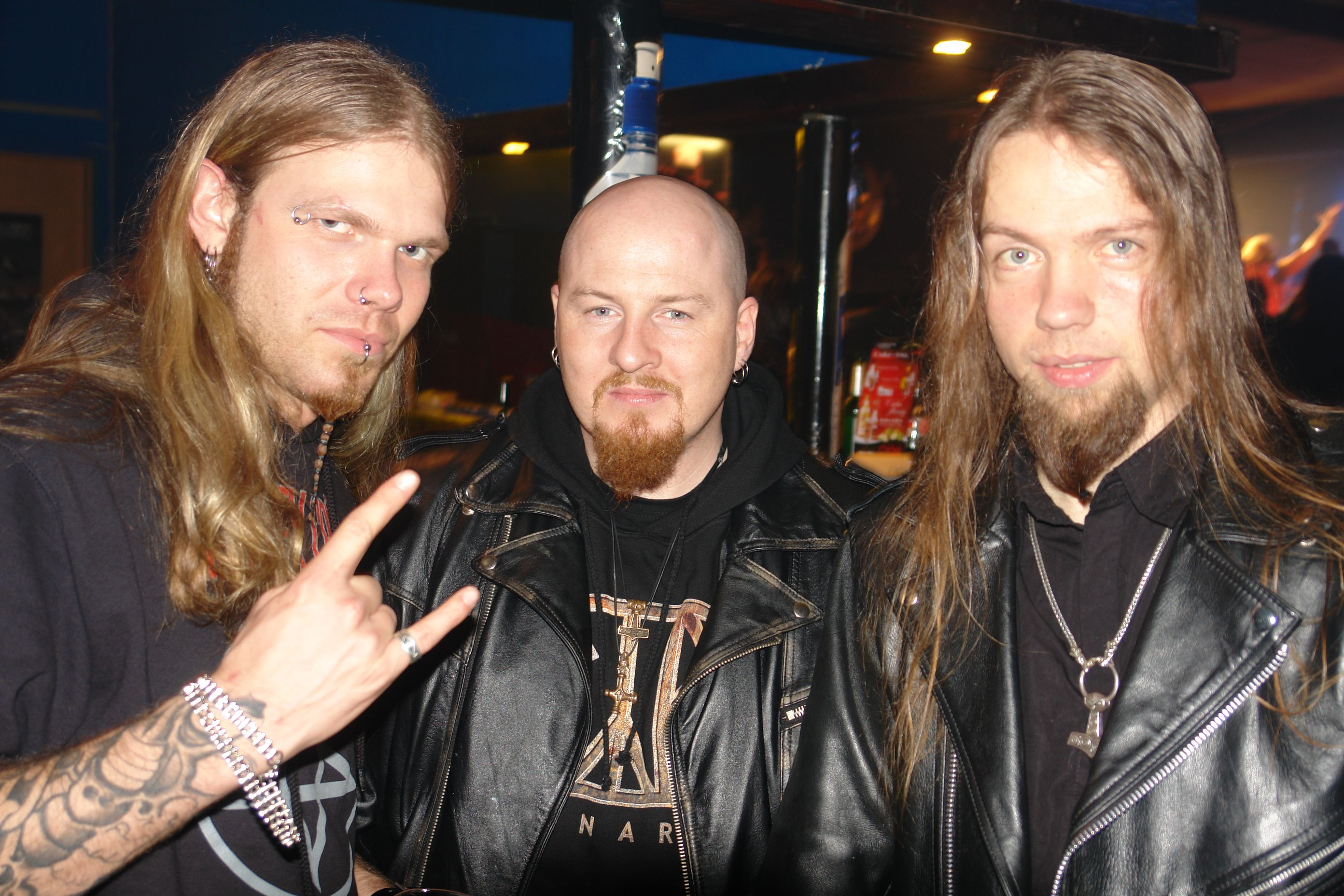
Flensburg, 2007

Heri Joensen és Gunnar H. Thomsen már korábban is játszottak együtt a Cruiser nevű formációban, melyhez egy rövid időre Kári Streymoy is csatlakozott. Később Wolfgangra változtatták nevüket, és 1997-ig zenéltek ezen a néven. Ez idő alatt készítettek néhány felvételt, de nem adták ki őket. Miután Joensen 1997-ben Koppenhágába költözött hogy zenei tanulmányokat folytasson, elkezdett együtt zenélni a néhány éve már ott élő Streymoyjal. A Týr története 1998 januárjában kezdődött, amikor ez a közös zenélés zenekar formáját öltötte, melyhez hamarosan Gunnar H. Thomsen is csatlakozott.
Kezdték komponálni zenéjüket melyet erősen befolyásolt a skandináv mitológia, a feröeri népzene és főleg a heavy metal. Az együttes frontembere szerint a Týr „zenei küldetése az, hogy ledöntsék az évek alatt felállított falakat a metal fajtái közt.” Az együttes nevét a legbátrabb skandináv istenről, Tyrről kapta. 2001-ben részt vettek a Prix Føroyar országos rock- és popverseny döntőjében, ezt követően csatlakozott Terji Skibenæs gitáros.
A Týr részt vett 2008 tavaszán a Paganfesten az Ensiferummal és az Eluveitievel. Az USA-ban csatlakozott a Turisas is, Európában pedig a Korpiklaani és a Moonsorrow. Magyarországon is felléptek a Paganfest keretében, 2008. április 14-én. 2008-ban az év együttesének választották Feröeren.
2013 májusában Kári Streymoy dobos elhagyta az együttest egy 2008-ban elszenvedett hátsérülés miatt. Az új album felvételéhez George Kolliast, a Nile dobosát vonták be. Az albumra egy duett is felkerül, melyben Heri Joensen partnere Liv Kristine lesz.
2016-tól a Dalriada  zenésze, Rieckmann Tadeusz lett a zenekar dobosa. 2018-ban Terji Skibenæs gitáros 11 év után hagyta el a csapatot, helyére egy másik magyar zenész, Vörös Attila lépett.

## Tagok
Jelenlegi felállás
- Heri Joensen (1998–) gitár, ének
- Gunnar H. Thomsen (1998–) basszusgitár, ének
- Rieckmann Tadeusz  – dob (2016-)
- Vörös Attila – gitár (2018-)

Korábbi tagok
- Jón Joensen (1998–2000[1]) elektromos gitár, ének
- Pól Arni Holm (2000–2002[1]) ének
- Terji Skibenæs (2001–[1] 2018) gitár, ének
- Allan Streymoy (2002[1]) ének
- Ottó P. Arnarson gitár
- Kári Streymoy (1998–2013) dob, ének

## Diszkográfia
| Év   | Album                             | Megjelenés           | Kiadó       |
| ---- | --------------------------------- | -------------------- | ----------- |
| 2002 | How Far to Asgaard                | 2002. január         | Tutl        |
| 2003 | Eric the Red                      | 2003. június 22.     | Tutl        |
| 2006 | Ragnarok                          | 2006. szeptember 22. | Napalm      |
| 2008 | Land                              | 2008. május 30.      | Napalm      |
| 2009 | By the Light of the Northern Star | 2009. május 29.      | Napalm      |
| 2011 | The Lay of Thrym                  | 2011. május 27.      | Napalm      |
| 2013 | Valkyrja                          | 2013. szeptember 13. | Metal Blade |
| 2019 | Hel                               | 2019. március 8.     | Metal Blade |

## Fordítás
- Ez a szócikk részben vagy egészben a Týr című német Wikipédia-szócikk ezen változatának fordításán alapul.  Az eredeti cikk szerkesztőit annak laptörténete sorolja fel. Ez a jelzés csupán a megfogalmazás eredetét és a szerzői jogokat jelzi, nem szolgál a cikkben szereplő információk forrásmegjelöléseként.